# Campeonato Europeu de Atletismo Sub-23 de 2007
O Campeonato Europeu de Atletismo Sub-23 de 2007 foi a 6ª edição do campeonato, organizado pela Associação Europeia de Atletismo (AEA) para atletas que não completaram seu 23º aniversário em 2007. A competição ocorreu em  Debrecen, na Hungria, entre 12 e 15 de julho de 2007. Foram disputadas 44 provas no campeonato, no qual participaram 851 atletas de 41 nacionalidades. 

## Resultados
Esses foram os resultados do campeonato. 
Masculino
| Evento                       | Ouro                                                                         | Ouro     | Prata                                                                                | Prata    | Bronze                                                                         | Bronze   |
| ---------------------------- | ---------------------------------------------------------------------------- | -------- | ------------------------------------------------------------------------------------ | -------- | ------------------------------------------------------------------------------ | -------- |
| 100 m                        | Simeon Williamson · Grã-Bretanha                                             | 10.10    | Craig Pickering · Grã-Bretanha                                                       | 10.14    | Martial Mbandjock · França                                                     | 10.27    |
| 200 m                        | Visa Hongisto · Finlândia                                                    | 20.84    | Vojtech Šulc · Chéquia                                                               | 20.91    | Rikki Fifton · Grã-Bretanha                                                    | 21.02    |
| 400 m                        | Denis Alekseyev · Rússia                                                     | 45.69    | Željko Vincek · Croácia                                                              | 45.69    | Kacper Kozłowski · Polónia                                                     | 45.86    |
| 800 m                        | Marcin Lewandowski · Polónia                                                 | 1:49.94  | Oleksandr Osmolovych · Ucrânia                                                       | 1:50.21  | Abdesslam Merabet · França                                                     | 1:50.31  |
| 1.500 m                      | Álvaro Rodriguez · Espanha                                                   | 3:44.00  | Yohan Durand · França                                                                | 3:44.38  | Barnabás Bene · Hungria                                                        | 3:44.47  |
| 5.000 m                      | Noureddine Smaïl · França                                                    | 13:53.15 | Andrey Safronov · Rússia                                                             | 13:54.04 | Kemal Koyuncu · Turquia                                                        | 13:54.32 |
| 10.000 m                     | Anatoliy Rybakov · Rússia                                                    | 29:09.89 | Michel Butter · Países Baixos                                                        | 29:12.95 | Daniele Meucci · Itália                                                        | 29:18.26 |
| 110 m com barreiras          | Konstadinos Douvalidis · Grécia                                              | 13.49    | Adrien Deghelt · Bélgica                                                             | 13.59    | Emanuele Abate · Itália                                                        | 13.66    |
| 400 m com barreiras          | Dai Greene · Grã-Bretanha                                                    | 49.58    | Fadil Bellaabouss · França                                                           | 49.58    | Milan Kotur · Croácia                                                          | 50.14    |
| 3.000 m com obstáculo        | Mahiedine Mekhissi · França                                                  | 8:33.91  | Ildar Minshin · Rússia                                                               | 8:34.27  | Balázs Ott · Hungria                                                           | 8:35.04  |
| 20 km marcha atlética        | Valeriy Borchin · Rússia                                                     | 1:20:43  | Andrey Krivov · Rússia                                                               | 1:21:51  | Sergey Bakulin · Rússia                                                        | 1:23:33  |
| Revezamento 4 x 100 metros   | Grã-Bretanha · Ryan Scott · Craig Pickering · Rikki Fifton · James Ellington | 38.95    | Portugal · Dany Gonçalves · Arnaldo Abrantes · Ricardo Martins · Yazaldes Nascimento | 39.37    | Finlândia · Hannu Hämäläinen · Visa Hongisto · Rami Jokinen · Jonathan Åstrand | 39.53    |
| Revezamento 4 x 400 metros   | Rússia · Maksim Dyldin · Denis Alekseyev · Artem Sergeyenkov · Anton Kokorin | 3:02.13  | Polónia · Grzegorz Klimczyk · Patryk Baranowski · Piotr Dąbrowski · Kacper Kozłowski | 3:04.76  | Alemanha · Jonas Plass · Florian Schwalm · Matthias Bos · Martin Grothkopp     | 3:05.25  |
| Salto em altura              | Linus Thörnblad · Suécia                                                     | 2.24 m   | Benjamin Lauckner · Alemanha                                                         | 2.21 m   | Jussi Viita · Finlândia                                                        | 2.21 m   |
| Salto com vara               | Pavel Prokopenko · Rússia                                                    | 5.75 m   | Jesper Fritz · Suécia                                                                | 5.70 m   | Denys Fedas · Ucrânia                                                          | 5.65 m   |
| Salto em distância           | Michał Rosiak · Polónia                                                      | 7.94 m   | Petteri Lax · Finlândia                                                              | 7.89 m   | Roman Novotný · Chéquia                                                        | 7.87 m   |
| Salto triplo                 | Gary White · Grã-Bretanha                                                    | 16.33 m  | Adrian Świderski · Polónia                                                           | 16.29 m  | Yuriy Zhuravlyev · Rússia                                                      | 16.22 m  |
| Arremesso de peso (6 kg)     | Jakub Giża · Polónia                                                         | 19.87 m  | Luka Rujevic · Sérvia                                                                | 19.55 m  | Aleksandr Grekov · Ucrânia                                                     | 19.13 m  |
| Arremesso de disco (1,75 kg) | Martin Wierig · Alemanha                                                     | 61.10 m  | Jan Marcell · Chéquia                                                                | 58.48 m  | Apostolos Parellis · Chipre                                                    | 58.16 m  |
| Arremesso de martelo (6 kg)  | Yury Shayunou · Bielorrússia                                                 | 74.92 m  | Kristóf Németh · Hungria                                                             | 72.56 m  | Marcel Lomnicky · Eslováquia                                                   | 72.17 m  |
| Lançamento de dardo          | Alexander Vieweg · Alemanha                                                  | 79.56 m  | Karlis Alainis · Letónia                                                             | 76.83 m  | Oleksandr Pyatnytsya · Ucrânia                                                 | 76.28 m  |
| Decatlo                      | Andrei Krauchanka · Bielorrússia                                             | 8492 pts | Pascal Behrenbruch · Alemanha                                                        | 8239 pts | Arkadiy Vasilyev · Rússia                                                      | 8179 pts |

Feminino
| Evento                               | Ouro                                                                                      | Ouro     | Prata                                                                           | Prata    | Bronze                                                                               | Bronze   |
| ------------------------------------ | ----------------------------------------------------------------------------------------- | -------- | ------------------------------------------------------------------------------- | -------- | ------------------------------------------------------------------------------------ | -------- |
| 100 m                                | Verena Sailer · Alemanha                                                                  | 11.66    | Montell Douglas · Grã-Bretanha                                                  | 11.66    | Myriam Soumaré · França                                                              | 11.68    |
| 200 m                                | Yuliya Chermoshanskaya · Rússia                                                           | 23.19    | Nelly Banco · França                                                            | 23.36    | Marta Jeschke · Polónia                                                              | 23.42    |
| 400 m                                | Lyudmila Litvinova · Rússia                                                               | 51.25    | Olga Shulikova · Rússia                                                         | 51.57    | Kseniya Zadorina · Rússia                                                            | 51.78    |
| 800 m                                | Mariya Shapayeva · Rússia                                                                 | 2:00.86  | Élodie Guégan · França                                                          | 2:01.26  | Vanja Perisic · Croácia                                                              | 2:01.34  |
| 1.500 m                              | Abby Westley · Grã-Bretanha                                                               | 4:15.48  | Lizi Brathwaite · Grã-Bretanha                                                  | 4:16.45  | Tatyana Beltyukova · Rússia                                                          | 4:16.49  |
| 5.000 m                              | Laura Kenney · Grã-Bretanha                                                               | 16:22.28 | Volha Minina · Bielorrússia                                                     | 16:27.31 | Marta Romo · Espanha                                                                 | 16:29.56 |
| 10.000 m                             | Volha Minina · Bielorrússia                                                               | 33:06.37 | Irina Sergeyeva · Rússia                                                        | 33:08.69 | Alina Alekseyeva · Rússia                                                            | 33:09.63 |
| 100 m com barreiras                  | Nevin Yanit · Turquia                                                                     | 12.90    | Christina Vukicevic · Noruega                                                   | 13.08    | Jessica Ennis · Grã-Bretanha                                                         | 13.09    |
| 400 m com barreiras                  | Angela Morosanu · Roménia                                                                 | 54.50    | Irina Obedina · Rússia                                                          | 55.19    | Zuzana Hejnova · Chéquia                                                             | 55.93    |
| 3.000 m com obstáculo                | Katarzyna Kowalska · Polónia                                                              | 9:39.40  | Ancuta Bobocel · Roménia                                                        | 9:41.84  | Sara Moreira · Portugal                                                              | 9:42.47  |
| 20 km marcha atlética                | Tatyana Shemyakina · Rússia                                                               | 1:28:48  | Svetlana Solovyova · Rússia                                                     | 1:33:58  | Olga Mikhaylova · Rússia                                                             | 1:34:41  |
| Revezamento 4 x 100 metros           | Rússia · Yuna Mekhti-Zade · Kseniya Vdovina · Natalya Murinovich · Yuliya Chermoshanskaya | 43.67    | Alemanha · Anne-Kathrin Elbe · Verena Sailer · Mareike Peters · Anne Möllinger  | 43.75    | Polónia · Paulina Siemieniako · Ewelina Klocek · Marta Jeschke · Iwona Brzezińska    | 43.78    |
| Revezamento 4 x 400 metros           | Rússia · Olga Shulikova · Ksenia Zadorina · Yelena Novikova · Lyudmila Litvinova          | 3:26.58  | França Marie-Angélique Lacordelle Symphora Béhi Virginie Michanol Thélia Sigère | 3:30.56  | Ucrânia · Hanna Platitsyna · Kseniya Karandyuk · Yuliya Irhina · Oleksandra Peycheva | 3:33.90  |
| Salto em altura                      | Svetlana Shkolina · Rússia                                                                | 1.92 m   | Adonía Steryiou · Grécia                                                        | 1.92 m   | Ebba Jungmark · Suécia                                                               | 1.89 m   |
| Salto com vara                       | Aleksandra Kiryashova · Rússia                                                            | 4.50 m   | Anna Schultze · Alemanha                                                        | 4.35 m   | Anna Battke · Alemanha                                                               | 4.35 m   |
| Salto em distância                   | Anna Nazarova · Rússia                                                                    | 6.81 m   | Denisa Ščerbová · Chéquia                                                       | 6.80 m   | Yelena Sokolova · Rússia                                                             | 6.71 m   |
| Salto triplo                         | Liliya Kulyk · Ucrânia                                                                    | 14.39 m  | Yekaterina Kayukova · Rússia                                                    | 14.11 m  | Anastasiya Taranova · Rússia                                                         | 13.99 m  |
| Arremesso de peso (6 kg)             | Irina Tarasova · Rússia                                                                   | 18.26 m  | Denise Hinrichs · Alemanha                                                      | 17.56 m  | Anna Avdeyeva · Rússia                                                               | 17.47 m  |
| Arremesso de disco (1,75 kg) [nota1] | Kateryna Karsak · Ucrânia                                                                 | 64.40 m  | Veronika Watzek · Áustria                                                       | 57.15 m  | Svetlana Saykina · Rússia                                                            | 56.92 m  |
| Arremesso de martelo (6 kg)          | Maryia Smaliachkova · Bielorrússia                                                        | 69.34 m  | Lenka Ledvinova · Chéquia                                                       | 67.63 m  | Nataliya Zolotukhina · Ucrânia                                                       | 67.00 m  |
| Lançamento de dardo                  | Linda Stahl · Alemanha                                                                    | 62.17 m  | Annika Suthe · Alemanha                                                         | 57.86 m  | Madara Palameika · Letónia                                                           | 57.07 m  |
| Heptatlo                             | Viktorija Zemaityte · Lituânia                                                            | 6219 pts | Jolanda Keizer · Países Baixos                                                  | 6219 pts | Julia Mächtig · Alemanha                                                             | 6151 pts |

- nota1 : Em arremesso de disco, Darya Pishchalnikova, da Rússia, classificou-se inicialmente em 2º (64,15m), mas foi desclassificado por infringir as regras de doping da IAAF. [4]

## Quadro de medalhas
| Ordem | País          | Medalha de ouro | Medalha de prata | Medalha de bronze | Total |
| ----- | ------------- | --------------- | ---------------- | ----------------- | ----- |
| 1     | Rússia        | 15              | 8                | 11                | 34    |
| 2     | Grã-Bretanha  | 6               | 3                | 2                 | 11    |
| 3     | Alemanha      | 4               | 6                | 3                 | 13    |
| 4     | Polónia       | 4               | 2                | 3                 | 9     |
| 5     | Bielorrússia  | 4               | 1                | 0                 | 5     |
| 6     | França        | 2               | 5                | 3                 | 10    |
| 7     | Ucrânia       | 2               | 1                | 5                 | 8     |
| 8     | Finlândia     | 1               | 1                | 2                 | 4     |
| 9     | Suécia        | 1               | 1                | 1                 | 3     |
| 10    | Grécia        | 1               | 1                | 0                 | 2     |
| 10    | Roménia       | 1               | 1                | 0                 | 2     |
| 12    | Espanha       | 1               | 0                | 1                 | 2     |
| 12    | Turquia       | 1               | 0                | 1                 | 2     |
| 14    | Lituânia      | 1               | 0                | 0                 | 1     |
| 15    | Chéquia       | 0               | 4                | 2                 | 6     |
| 16    | Países Baixos | 0               | 2                | 0                 | 2     |
| 17    | Croácia       | 0               | 1                | 2                 | 3     |
| 17    | Hungria       | 0               | 1                | 2                 | 3     |
| 19    | Portugal      | 0               | 1                | 1                 | 2     |
| 19    | Letónia       | 0               | 1                | 1                 | 2     |
| 21    | Áustria       | 0               | 1                | 0                 | 1     |
| 21    | Bélgica       | 0               | 1                | 0                 | 1     |
| 21    | Noruega       | 0               | 1                | 0                 | 1     |
| 21    | Sérvia        | 0               | 1                | 0                 | 1     |
| 25    | Itália        | 0               | 0                | 2                 | 2     |
| 26    | Chipre        | 0               | 0                | 1                 | 1     |
| 26    | Eslováquia    | 0               | 0                | 1                 | 1     |
| Total | Total         | 44              | 44               | 44                | 132   |

## Participantes por nacionalidade
Um total de 851 atletas de 41 países participaram do campeonato.
- Arménia (1)
- Áustria (4)
- Azerbaijão (1)
- Bielorrússia (23)
- Bélgica (13)
- Bósnia e Herzegovina (1)
- Bulgária (9)
- Croácia (8)
- Chipre (10)
- Chéquia (27)
- Dinamarca (8)
- Estónia (11)
- Finlândia (24)
- França (65)
- Alemanha (60)
- Grã-Bretanha (46)
- Grécia (25)
- Hungria (39)
- Islândia (3)
- Irlanda (6)
- Israel (14)
- Itália (44)
- Letónia (14)
- Lituânia (23)
- Luxemburgo (2)
- Macedónia do Norte (1)
- Malta (1)
- Moldávia (6)
- Montenegro (1)
- Países Baixos (18)
- Noruega (17)
- Polónia (59)
- Portugal (19)
- Roménia (21)
- Rússia (72)
- San Marino (1)
- Sérvia (4)
- Eslováquia (8)
- Eslovénia (7)
- Espanha (44)
- Suécia (28)
- Suíça (9)
- Turquia (10)
- Ucrânia (44)